# Бефінд (супутник)
Бефінд (лат. Bebhionn, ірл. Bébinn) — тридцять другий за віддаленістю від планети супутник Сатурна. Відкритий 12 грудня 2004 року.
У кельтській міфології Бефінд — одна з трьох фей, які присутні при народженні дитини і наділяють її добрими і злими дарами.

## Корисні посилання
- Циркуляр МАС №8523: Оголошення про відкриття нових супутників Сатурна[недоступне посилання з лютого 2019](англ.)
- Циркуляр МАС №8826: Назви нових супутників Юпітера і Сатурна [Архівовано 10 січня 2020 у Wayback Machine.](англ.)